# Poggio Nativo
Poggio Nativo é uma comuna italiana da região do Lácio, província de Rieti, com cerca de 2.049 habitantes. Estende-se por uma área de 16 km², tendo uma densidade populacional de 128 hab/km². Faz fronteira com Casaprota, Castelnuovo di Farfa, Frasso Sabino, Mompeo, Nerola (RM), Poggio Moiano, Scandriglia, Toffia.

## Demografia
| Variação demográfica do município entre 1861 e 2011                               |
|                                                                                   |
| Fonte: Istituto Nazionale di Statistica (ISTAT) - Elaboração gráfica da Wikipedia |